# راب ستيوارت
راب ستيوارت (بالإنجليزية: Rab Stewart)‏ هو لاعب كرة قدم بريطاني في مركز الهجوم، ولد في 3 يناير 1962 في أردري ‏ في المملكة المتحدة، وتوفي في 21 أغسطس 2016. لعب مع دونفرملين أثلتيك.